# Richard Dober
Richard Dober (Cap-De-La-Madeleine, 21 de enero de 1981) es un deportista canadiense que compitió en piragüismo en la modalidad de aguas tranquilas.
Ganó dos medallas en el Campeonato Mundial de Piragüismo: plata en 2006 en la prueba de K2 500 m y bronce en 2009 en la prueba de K2 200 m. En los Juegos Panamericanos de 2011 consiguió dos medallas, oro en K2 1000 m y plata en K4 1000 m.

## Palmarés internacional
| Campeonato Mundial   | Campeonato Mundial   | Campeonato Mundial | Campeonato Mundial |
| Año                  | Lugar                | Medalla            | Competición        |
| -------------------- | -------------------- | ------------------ | ------------------ |
| 2006                 | Szeged (Hungría)     | Medalla de plata   | K2 500 m           |
| 2009                 | Dartmouth (Canadá)   | Medalla de bronce  | K2 200 m           |
| Juegos Panamericanos |                      |                    |                    |
| Año                  | Lugar                | Medalla            | Competición        |
| 2011                 | Guadalajara (México) | Medalla de oro     | K2 1000 m          |
| 2011                 | Guadalajara (México) | Medalla de plata   | K4 1000 m          |